# Coccyzus pluvialis
El cuco picogordo de Jamaica o alma de gato castaño (Coccyzus pluvialis) es una especie de ave cuculiforme de la familia Cuculidae endémica de Jamaica.
.

## Hábitat
Vive en matorrales de colinas y montañas, y en bosques, por debajo de los 1.500 m de altitud.

## Descripción

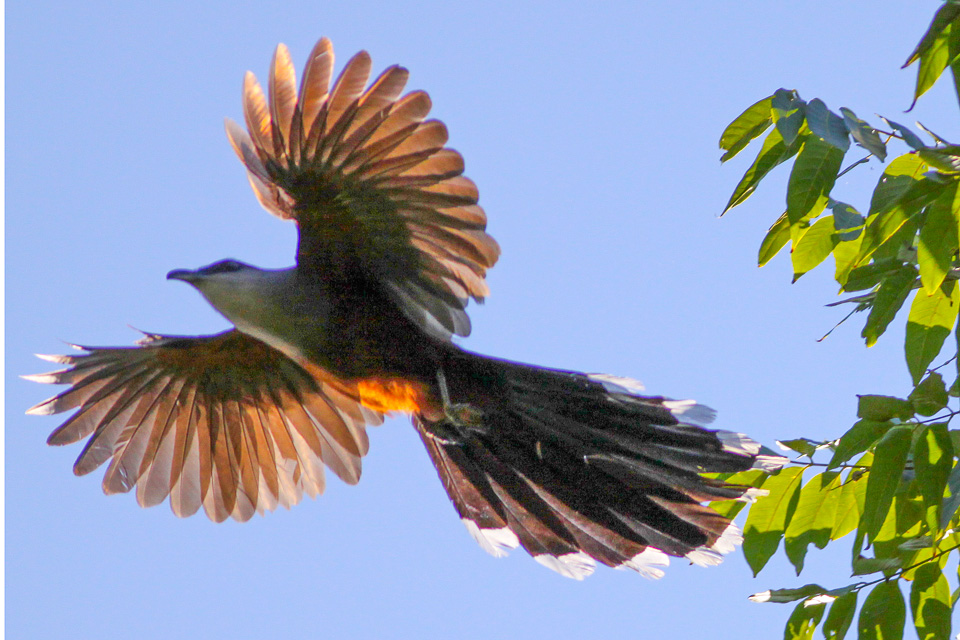
Ejemplar en vuelo

Mide 48 a 56 cm de longitud. Las partes superiores son de color gris oliváceo a parduzco, con un gris más nítido y oscuro en el píleo; la garganta, el cuello y parte superior de cuello es blancuzca; la parte inferior del pecho, el vientre y el crísum son de color rojizo; la cola es larga gris oscuro lustroso con matices purpúreos, con puntas blancas. El pico es curvado negruzco y las patas gises.

## Alimentación
Se alimenta de insectos grandes.

## Reproducción
La hembra pone 2 a 4 huevos blancos.